# Nikita Gennadyevich Chicherin
Bản mẫu:Eastern Slavic name
Nikita Gennadyevich Chicherin (tiếng Nga: Никита Геннадьевич Чичерин; sinh ngày 18 tháng 8 năm 1990) là một cầu thủ bóng đá người Nga. Anh thi đấu cho FC Yenisey Krasnoyarsk.

## Sự nghiệp
Vào tháng 3 năm 2015, Chicherin ký hợp đồng với FC Sakhalin Yuzhno-Sakhalinsk.